# Гоце Делчев (град)
 Тази статия е за града в България.  За други значение на Гоце Делчев вижте Гоце Делчев (пояснение).  За административната единица в Гърция вижте Неврокоп (дем).
Го̀це Дѐлчев (до 1951 година Неврокоп, на турски: Nevrâkop, Неврякоп) е град в Югозападна България. Той се намира в област Благоевград и е в близост до река Места. Градът е административен център на община Гоце Делчев. Според данни на ГРАО към 15 септември 2023 г., в града живеят 20 071 души по настоящ адрес и 21 752 души по постоянен адрес.

## География
Гоце Делчев се намира в югоизточното подножие на Среден Пирин, в Гоцеделчевската котловина. Градът се намира на 205 km от столицата София, на 190 km от Пловдив, на 553 km от Варна, на 437 km от Бургас и на 106 km от областния център Благоевград. Центърът на града се намира на 545 m надморска височина. Гоцеделчевската котловина се характеризира с континентално-средиземноморски тип климат. Валежите са предимно от дъжд през ранната пролет и късната есен с изразен ноемврийско-декемврийски максимум, лятото е горещо с редки превалявания. През зимата са възможни температурни инверсии. Градът е разположен на двата бряга на Неврокопската река (наричана още Градската река), приток на река Места, което тече над 3 km източно от града.

## История

### Античност и Средновековие
Неврокоп е наследник на древния град Никополис ад Нестум, който е основан през 2 век от римския император Траян и развалините му се намират на 7 km източно от Неврокоп – името Неврокоп е турската форма на гръцкото Никополис. Notitiae Episcopatuum споменават този град като архиепископско седалище до XI век. Край съвременния град Неврокоп са открити останки на крепост и селище, датиращи от IX – X век, които се смятат за непосредствени предци на съвременния град.

### В Османската империя
| Година                              | Население   | Население | Население | Население   | Население | Общо |
| ----------------------------------- | ----------- | --------- | --------- | ----------- | --------- | ---- |
| Година                              | Християни   | Християни | Християни | Мюсюлмани   | Мюсюлмани | Общо |
| Година                              | Домакинства | Неженени  | Вдовици   | Домакинства | Неженени  | Общо |
| 1444                                | 131 + 6i    | 12        | 24        | -           | -         | 173  |
| 1464 – 65                           | 208 + 10i   | 50        | 19 + 1i   | 12          | -         | 300  |
| 1478 – 79                           | 393         | -         | 39        | 42          | -         | 474  |
| 1519                                | 315 + 36i   | 26 + 2i   | 69 + 6i   | 167 + 2i    | 67 + 2i   | 692  |
| 1530                                | 381         | 43        | 71        | 295         | 52        | 842  |
| 1569 – 70                           | 385         | 385       | 385       | 281         | 281       | 666  |
| 1723                                | 42          | 42        | 42        | 86          | 86        | 128  |
| i допълнително регистрирани войнуци |             |           |           |             |           |      |

Неврокоп попада в Османската империя някъде между 1374 и 1383 година, когато са превзети Драма и Сяр. Градът е въведен в османския кадастър за пръв път някъде след окончателното завземане на Солун от Османската империя през 1430 година. Под името Неврокоп селището е споменато в следващия опис в османския Tahrir defter Mal. №525 от 1444 година, където е описан като голямо християнско село – център на зиамет, наброяващо 131 домакинства, 12 неженени и 24 вдовици, както и 2 войнуци с 4 ямаци. Така Неврокоп е най-голямото селище в региона. След това Неврокоп се развива изключително бързо и в рамките на един век се превръща в преобладаващо мюсюлмански град. Османските данъчни регистри от 1464 1465 година отбелязват 208 християнски домакинства, 50 неженени и 19 вдовици, както и 12 мюсюлмански домакинства. Освен това в Неврокоп са регистрирани и 11 войнуци. В регистрацията от 1478 – 1479 година от Неврокоп са вписани 393 християнски домакинства, 31 вдовици, както и 42 мюсюлмански домакинства.
През 80-те или 90-те години на XV век в Неврокоп са открити джамия с голям купол и мюсюлманско училище от Мехмед бей, син на Караджа паша, като Караджа паша джамия е единственият османски архитектурен паметник в града, оцелял до съвремието. През 1512 година Коджа Мустафа Паша основава втора джамия, баня и второ училище.
В османския Tahrir defderi №70 се споменава за действителното преброяване на домакинствата от 1519 година, при което са установени 167 мюсюлмански домакинства 67 неженени мюсюлмани, както и 315 християнски домакинства, 26 нежнени и 69 вдовици. Записани са още и резервните войнуци: 2 мюсюлмани, 2 неженени мюсюлмани, както и 36 християни, 2 неженени и 6 вдовици на войнуци. Селището, което през 1464 е било само 4% мюсюлманско, сега е със значителен брой мюсюлмани. Нарастването на броя на мюсюлманите личи и от Tahrir defderi №167 от 1530 година. Мюсюлманите нарастват на 295 домакинства и 52 неженени, а християнските са 381 домакинства, 43 нежненеи и 71 вдовици. В града има две джамии, три месджида, една баня и три мектеба. През 1565 година султан Сюлейман I издава ферман за изграждане на още една джамия за помен на сина му Шезаде Мехмед. В „Tapu ve Kadastro Arşivi Genel Müdürlüğü KuK 194“ от 1569 – 1570 година се посочва по-различна тенденция. Регистърът от 1569/70 г. подсказва, че е налице и една миграция на населението. Тогава мюсюлманските домакинства са 281, а християнските 385. В резултат от това 42% от населението на града остава мюсюлманско. Броят на махалите също илюстрира тази тенденция: през 1530 г. е имало 5 мюсюлмански и 13 християнски, а през 1569 – 13 мюсюлмански и 6 християнски.
През XVII век се забелязва спад в разрастването на града. През 1660 година в града са регистрирани 96 джизие ханета. Хаджи Калфа споменава Неврокоп като център на кадилък и отбелязва наличието на мини край града с богати залежи на желязна руда. В официалния списък на кадийските центрове от 1667 – 1668 година Неврокоп е на четвърто място сред дванадесетте кадилъка в Румелия, което ясно показва неговото значение като такъв център. Най-подробно описание на Неврокоп по османско време е дадено в том VII на Сеятхатнаме на османския пътеписец Евлия Челеби. Той описва града като голям, хубав, с много джамии, 12 минарета, текета на дервиши, ханове, хамами, училища и много красиви къщи, както и резиденции на многобройната провинциална администрация. След военните походи, преминали през казата във втората половина на XVII век и чумните епидемии от 1699 и 1717 година, през 1723 година в Неврокоп са регистрирани едва 86 мюсюлмански и 42 християнски домакинства, натоварени с изплащането на 28 и 1/4 авариз ханета. По това време в града има общо 10 джамии и 5 месджида (мюсюлмански молитвени домове). През 1820-те е построена и последната джамия с купол, от която днес са останали само няколко снимки. Салнамето на вилаета Селяник от 1906 – 7 година споменава, че в града има 20 махали, 1432 къщи, 598 магазина, 12 джамии, 4 месджида, 2 църкви и не по-малко от 8 текета. Освен това в града има 7 мюсюлмански и 2 християнски училища.
Град Неврокоп през османско време е бил и център на културния живот. Сред известните творци родени в града са Рана Мустафа ефенди Накшбенди – служил дълго време при валията от Египет Мехмед Али паша. Накшбенди почива през 1832 в родния си град Неврокоп. Най-вероятно той е издигнал и последната джамия в Неврокоп, която много наподобявала на сградите издигнати от Мехмед Али в Кавала през 1818 – 1821 година. С по-съществено значение е личността на Зюхри Ахмед ефенди, основоположник на течението „зюхрие“. Той почива в Солун през 1751 година и е погребан в текето, което той приживе е построил.
През XIX век в града има метох на Рилския манастир. През 1837 – 1838 година духовник тук е Пахомий. Поклонници от Неврокоп често даряват манастира с парични суми. През 1837 година от града постъпват 9975 гроша милостиня, а през 1840 година – 771 гроша.
Александър Синве („Les Grecs de l’Empire Ottoman. Etude Statistique et Ethnographique“), който се основава на гръцки данни, в 1878 година пише, че в Неврекоп (Névrékop) живеят 1200 гърци. В 1889 година Стефан Веркович (Топографическо-этнографическій очеркъ Македоніи) отбелязва Неврокоп като град с 209 български, 1675 турски и 38 куцовлашки къщи.
Към 1900 година цялата каза на Неврокоп със 123 села, наброява 12 500 турскоговорещи мюсюлмани, 26 960 българо-мохамедани и 35 310 българи-християни, като последните включват и прогръцки ориентираните власи.

#### Неврокоп през Възраждането
През XVIII век градът бавно се разраства. През 1847 година пътешественикът Огюст Викеснел вижда стотици къщи (500 на брой през 1569 година), в които живеят турци, българи и неколцина гръцки семейства. Той отбелязва 12 минарета, значителен по размерите си пазар с много ханове и кафенета.
През XIX век наред със земеделието, скотовъдството и пчеларството в града се развиват занаятите звънчарство, златарство, самарджийство, абаджийство, кожарство, както и търговията с дървен материал. Местни кираджии и търговци пренасят и продават стоки на панаирите в градовете Сяр, Драма, Мелник и село Узунджово. От втората половина на XIX век ежегодно през август се провежда Неврокопският панаир, на който се стичат търговци от цялата Османска империя, Австро-Унгария, Франция и други страни.
През 1808 – 1811 г. християнската общност в града построява малка църква, кръстена на архангелите Михаил и Гавраил. През 1833 – 1841 година те построяват по-голяма и монументална църква „Успение Богородично“, която е в резултат на реформите в империята. През 1820 година е построена последната джамия в Неврокоп, за която днес свидетелства само една стара снимка.
Българското население от града под ръководството на Неврокопската българска община води упорита борба с гръцкото духовенство за църковна независимост и новобългарска просвета. В самото начало на 60-те години неврокопчани успяват да постигнат уволнението на протосингела на драмския митрополит поп Георги Странджалията от Силиврия – борец срещу българщината. През 1862 година в Неврокоп се открива взаимно училище с първи учител Тодор Ненов от село Райковци, Дряновско, а през 1867 година е разкрито и девическо училище. Владиката Агатангел Драмски дава на българите половината от градското училище, но след протести на гъркоманите българи и власи българското училище е затворено а Ненов – изгонен. Българите в града обаче заплашват с уния и след настояване на владиката Агатангел пред властите, в Неврокоп отново е отворено българско училище, в което преподава Атанас Бошков. И двамата учители са издържани от българската община, подпомагана годишно с три хиляди гроша от Никола Тошков.
През 1865 година в града отваря врати читалище „Зора“. В 1870 година е основано женско дружество „Ученолюбие“. През 1873 година тук се създава учителско дружество „Просвещение“, което играе важна роля в борбите на българите в Неврокопско и целия Серски санджак за национална просвета и култура. Положително влияние за културното възраждане на Неврокоп имат българските общини в градовете Пловдив и Пазарджик, които го подпомагат с учители, учебни пособия, книжнина и пари.
След Руско-Турската освободителна война и Берлинския конгрес от 1878 година Неврокоп, както цяла Македония остава в рамките на Отоманската империя. Решението на великите сили да разпокъсат българските земи не спира процеса на национално обединение. През май 1878 година Георги Иванов и Атанас Грозданов от името на Неврокопската българска община подписват Мемоара на българските църковно-училищни общини в Македония, с който се иска присъединяване на Македония към новообразуващата се българска държава. Според „Етнография на вилаетите Адрианопол, Монастир и Салоника“, издадена в Константинопол в 1878 година и отразяваща статистиката на населението от 1873, Неврокоп има 1912 домакинства с 3800 жители мюсюлмани, 1000 българи и 150 власи.
След войната в града има 600 – 700 български семейства и 40 – 50 влашки. Българската община с председател свещеник Димитър Икономов поддържа едно мъжко и едно девическо училище, което се помещава в метоха на Рилския манастир. Неврокопската община иска да построи църква, но среща съпротивата на Неврокопския патриаршески митрополит. След Съединението Неврокопската община получава парична подкрепа за своите училища чрез поп Андон Жостов, който имал грижата за училищното и църковното дело в Сярско. В гръцкото училище в Неврокоп след 1848 година преподава Трасивулос. След 1900 година директор на училището е архидякон Константинос Хадзидимитриу от Самос, а след 1904 година преподават учителката В. Пасхали и учителите Г. Зьогас, Георгиос Триандафилидис, Л. Йоанидис и дъщеря му Йоаниду.
През 1891 година Георги Стрезов пише, че броят на къщите в Неврокоп възлиза на 1229 с около 11000 жители – повечето турци. Християните живеят в две махали – Варош и Кумсала. Напоследък са се заселили и доста евреи, които съсредоточават градската търговия в свои ръце. Има две църкви, от които по-хубавата във Вароша е под контрола на гъркоманите. В града функционира българско мъжко и девическо училище с 80 ученици. Има също мъжко и девическо гръцко училище. Мъжкото училище има около 30 ученици.
След продължителни и упорити борби на местните българи от Неврокопския край, през 1894 година със султански берат в града е учредена Неврокопската българска митрополия, подведомствена на Българската екзархия с първи предстоятел митрополит Иларион.
През 1900 година според известната статистика на Васил Кънчов „Македония. Етнография и статистика“ населението на Неврокоп брои 6215 души, от които 850 българи, 5000 турци, 190 власи, 110 евреи и 65 цигани.
По време на Илинденско-Преображенското въстание през есента на 1903 година в Нерокопско се водят активни въстанически действия под ръководството на войводите Михаил Чаков, Стоян Мълчанков, Атанас Тешовалията и Стоян Филипов.
Според статистиката на секретаря на Българската екзархия Димитър Мишев („La Macédoine et sa Population Chrétienne“) в 1905 година християнското население на Неврокоп се състои от 1016 българи екзархисти, 288 българи патриаршисти гъркомани, 60 гърци, 168 власи и 116 цигани. В града функционира 1 начално и 1 прогимназиално българско училище с 6 учители и 151 ученици, както и 2 начални гръцки училища с 6 учители и 77 ученици.
В салнамето на Солунския вилает от 1906 – 1907 година се споменава, че в Неврокоп има 20 махали с 1432 къщи, 598 дюкяна, 12 джамии, 4 месджида, 2 църкви и повече от 8 текета, които свидетелстват за добре развита и организирана мюсюлманска общност. Освен това съществуват 7 училища за мюсюлманите и 2 за християните. Български източник от 1909 година показва 6500 – 7000 жители за града, „от които повечето турци, а останалите българи, власи и цигани. Някои от куцовласите и българите са гъркомани и съставляват някакъв си гръцки елемент...“
Гръцки източник от 1908 година споменава, че в града има 5900 жители, от които 3865 турци, 490 цигани мюсюлмани, 595 християни, принадлежащи към Цариградската патриаршия и 900 християни към Българската екзархия. Същият източник споменава, че каазата Неврокоп е предимно мюсюлманска – средно 51000 от общо 83000 жители. Салнамето от 1885 – 1886 година посочва малко по-малко жители, но процентът на мюсюлманското население е същият.
При избухването на Балканската война през 1912 година петдесет и седем души от града са доброволци в Македоно-одринското опълчение.

### В България
На 17 октомври 1912 година четите на войводите Георги Занков и Костадин Бояджиев влизат в Неврокоп, тържествено посрещнати от населението. Неврокоп е освободен без битка по време на Балканската война на 19 октомври 1912 година. Първият кмет на град Неврокоп след освобождението е поетът Пейо Яворов, а след него военно-административни управници са Стоян Мълчанков и Стоян Филипов. За пръв председател на тричленната общинска комисия е избран Христо Лазаров, който на 10 май 1913 година е заменен с Петър Иванов, а нейни членове са Пенко Иванов и Григор Марков.
Включването на района в границите на Царство България довежда до масово изселване на мюсюлманското население от града и в по-малка степен от селата. На тяхно място се заселват български бежанци от района на Драма и Сяр, чиито родни места попадат под властта на Гърция. Според Епархийския съвет в 1915 година в града има 1222 български къщи, а към епархията принадлежат и 57 български къщи в околните села. Преброяването на населението от 1926 година ясно показва тези промени. По това време в Неврокоп са останали само 1057 турци, докато българите наброяват 5882 души. Преброяването от 1934 година показва, че тази тенденция продължава. Преброени са 824 турци и 7726 българи. Според същото преброяване в Неврокопско живеят 15 000 мюсюлмани.
След освобождението на град Неврокоп от османска власт започва бавен процес на преселване на бежанци от Егейска Македония в годините на между Балканските войни и Първата световна война, което променя изцяло облика на града. Изгражда се красив център, чиято архитектура е запазена.
По време на Неврокопската акция на ВМРО, между 14 и 17 октомври 1922 година чети на организацията начело с Алеко Василев и Георги Атанасов, окупират Неврокоп и прогонват четата на федералистите на Тодор Паница.
От 20 март 1939 година започва да се издава „Неврокопски общински вестник“, който отразява дейността на общината.
През 1951 година градът е наречен на революционера Гоце Делчев.

## Население
Численост на населението според преброяванията през годините:
| \| Година на преброяване \| Численост \| \| --------------------- \| --------- \| \| 1934 \| 8767 \| \| 1946 \| 11 115 \| \| 1956 \| 12 577 \| \| 1965 \| 14 358 \| \| 1975 \| 16 845 \| \| 1985 \| 19 699 \| \| 1992 \| 20 454 \| \| 2001 \| 20 426 \| \| 2011 \| 19 219 \| \| 2021 \| 18 237 \| |           |
| Година на преброяване | Численост |
| 1934 | 8767      |
| 1946 | 11 115    |
| 1956 | 12 577    |
| 1965 | 14 358    |
| 1975 | 16 845    |
| 1985 | 19 699    |
| 1992 | 20 454    |
| 2001 | 20 426    |
| 2011 | 19 219    |
| 2021 | 18 237    |

Етническият състав включва 15 703 българи, 763 турци и 274 цигани.

## Икономика
В града се намира една от най-големите фабрики за производство на облекло в България - „Пирин-Текс“.

## Инфраструктура

### Училища

#### II основно училище „Гоце Делчев“
Второ основно Училище „Гоце Делчев“ е разположено в центъра на град Гоце Делчев. Обърнато е с лице към планините Пирин, Алиботуш и Славянка. На север гледа към заснежените върхове на Рила планина, а на изток се стига с поглед до Родопи планина и сгушените в нея малки селца. Второ основно Училище е наследник на първото българско светско училище, което отваря врати през далечната 1862 г. През 1951 – 1952 година то прераства в педагогическо училище, в което години наред се подготвят голям процент от началните учители в целия Гоцеделчевски регион. Днес в него работят 43 учители, идват външни лектори, ресурсни учители, педагогически съветник – психолог, обслужващ персонал. Всички те се грижат за 464-ма ученици от първи до осми клас.

#### ПМГ „Яне Сандански“
Природо-математическа гимназия „Яне Сандански“ е училище с над деветдесетгодишна история. Тя е приемник на авторитетното в миналото Сярско педагогическо училище, изиграло много важна роля за културното и национално издигане на българите от Македония. Развитието на образованието в началото на ХХ век поражда необходимостта от по-образовани кадри. От 1920 г. до 1933 г. училището е педагогическо, след което се превръща в средна реална гимназия. През 1993 година училището получава статут на природо-математическа гимназия. В училището работят 48 учители, от които 32-ма са носители на професионално-квалификационни степени. В гимназията се обучават 694-ма ученици в 27 паралелки. Те са разпределени в профилите – природо-математически, хуманитарен, технологичен, чуждоезиков.

#### НПГ „Димитър Талев“
Неврокопската професионална гимназия (НПГ) „Димитър Талев“ е основана през 1965 г. като професионално-техническо училище по електропромишленост, през годините това училище прераства в техникум по електротехника, който осигурява основно кадри към завода за УКВ станции Михаил Антонов. По-късно след демократичните промени 1989 г. и последвалото закриване на завода, техникумът се преструктуриа в една модерна професионална гимназия.

#### ПГ по механизация „Пейо Яворов“
Професионална гимназия по механизация на селското стопанство „П. К. Яворов“ e наследник на Допълнителното земеделско училище в Гоце Делчев, което е открито през 1929 г. с 500 дка обработваема земя. През своята история училището преминава през редица промени. През месец юли 1959 г. се открива Селскостопанския техникум със следните специалности: тютюнопроизводство, лозаро-овощарство и животновъдство, който се помещава в сградата на Второ основно училище. Приемът е 105 ученици от цялата страна. През 1963 г. Училището е оземлено с 200 дка обработваема земя, получава един трактор „Сталинград“ от ТКЗС с. Лъки, а по-късно и трактор „Владимировец“. През учебната 1968 – 1969 г. Училището се трансформира в Практическо селскостопанско училище. От учебната 1974 – 1975 г. училището прераства в Средно професионално техническо училище по механизация на селското стопанство. На 07.02.1983 г. Училището се премества в новопостроената учебна сграда, а със заповед на МОН от 07.04.2003 г. от Средно професионално техническо училище по механизация на селското стопанство се преименува в професионална гимназия по механизация на селското стопанство.

### Спорт и туризъм
В града има един градски стадион, на който „ПФК Пирин“ – гр. Гоце Делчев играе домакинските си срещи. Съществува проект за изграждането на закрита спортна зала в близост на градския стадион. Град Гоце Делчев има традиции в мъжкия хандбал. В общината се развиват и бойните изкуства, представител на които е спортен клуб „Ронин“.
Благодарение на благоприятното си разположение в полите на Пирин планина и топлия климат град Гоце Делчев предлага чудесни условия за туризъм. В града има няколко хотела и една туристическа спалня. Най-големият хотел „Неврокоп“ се намира в самия център на град Гоце Делчев.
Организираното туристическо движение е представено от Туристическо дружество „Момини двори“, което стопанисва хижа Славянка, хижа Попови ливади и туристическата спалня и Туристическо дружество „Ореляк“.

## Култура
Историческият музей в града отваря врати през 1979 година.
В града действа читалище „Просвета“.
На 28 октомври 1983 г. в града е открит паметник на Гоце Делчев.
Град Гоце Делчев е духовен център на Неврокопската епархия на Българската патриаршия. В града е и седалището на районното мюфтийство за област Благоевград. Караджа паша джамия е обявена за паметник на културата. Неврокопската синагога е недействаща.